# Tamara la complaisante
Pour plus de détails, voir Fiche technique et Distribution.
Tamara la complaisante est un film français réalisé en 1937 par Félix Gandéra et Jean Delannoy, sorti en 1938.

## Synopsis
Aux confins de la Sibérie, Grigory, un marchand de fourrures, s'est laissé prendre aux charmes de la belle Tamara, une pauvre et sauvage paysanne. 
Il en vient à oublier Lydia, la jeune fille de haut rang qu'il doit bientôt épouser. Victime de sa passion, Grigory tue Mossilieff, venu courtiser Tamara, puis se suicide en s'attachant sur son cheval, selon une tradition mongole. 

## Fiche technique
- Titre : Tamara la complaisante
- Réalisation : Félix Gandéra et Jean Delannoy
- Scénario : Félix Gandéra, d'après le roman de Georges-André Cuel
- Assistant réalisateur : Jean-Pierre Presne
- Décors : Lucien Aguettand et Robert Gys
- Photographie : Nicolas Hayer et Charles Suin
- Musique : Georges Auric
- Son : Georges Gérardot
- Montage : Jean Hénin
- Directeur de production : Jean Mugeli
- Société de production : Productions Félix Gandéra
- Société de distribution : Compagnie française cinématographique (C. F. C.)
- Pays d'origine :  France
- Format : Son mono - 35 mm - Noir et blanc - 1,37:1
- Genre : Drame[1]
- Durée : 87 minutes (1h27)
- Date de sortie : 
  - France - 17 février 1938[1]

## Distribution
- Véra Korène : Tamara
- Victor Francen : Grigory
- Lucas Gridoux : Mossilieff
- Jacques Berlioz : Torkoff
- Régine Poncet : Lydia
- Colette Darfeuil : Pachenka
- Jeanne Marie-Laurent : Maria Fedorovna
- Joë Hamman : Abenkine
- Maxime Fabert : Padiloff
- Camille Bert : le chef de la police
- Edmond Beauchamp : Borojski
- André Carnège : Simoën
- Léon Bary
- Ariane Muratore
- Madeleine Briny
- Gilbert Moryn
- Jacques Beauvais